# Anna Juliana Jaenner
Anna Juliana Jaenner (* 12. Juli 1988 in Wien als Anna Juliana Kletzmayr) ist eine österreichische Schauspielerin.

## Leben
Die 1988 in Wien geborene und in Salzburg aufgewachsene Schauspielerin lebt seit 2007 in Berlin. Noch während ihrer Schauspielausbildung an der STARTER Berliner Schauspielschule für Film und Fernsehen spielte sie in dem amerikanischen Kinofilm „Testing Life“ der in New York, Kanada und Los Angeles diverse Preise gewann. Zusätzlich war sie im gesamten europäischen Raum in einem Werbespot gegen die Todesstrafe des Council of Europe zu sehen.
Nach ihrer Ausbildung folgten Engagements bei Sat.1 und einige Kurzfilme, in denen sie auf Deutsch, Englisch sowie auf Französisch spielte.
Aufsehen erregte 2011 vor allem die Cross-Media Produktion „Wer rettet Dina Foxx?“, in der sie in der Rolle der Kim zu sehen war. Das innovative ZDF-Projekt aus der Sendereihe Das kleine Fernsehspiel gewann 2012 den Rockie Award beim BANFF World Media Festival in den Kategorien Best Cross Platform und Best Interactive Award und wurde unter anderem für den Grimme-Preis nominiert.
2011 drehte Anna Juliana Jaenner ihre erste Kinohauptrolle in dem französischen Kinofilm „La chair de ma chair“ unter der Regie von Denis Dercourt (* 1964). Dercourt führte u. a. 2006 auch die Regie bei dem französischen Filmdrama Das Mädchen, das die Seiten umblättert. „La chair de ma chair“ feiert seine Premiere Anfang 2013 in Paris und wird anschließend in den französischen Kinos zu sehen sein.
2012 spielte sie an der Berliner Staatsoper im Schillertheater in La finta giardiniera - Die Pforten der Liebe unter der Regie von Hans Neuenfels.
Bei der deutschen Daily-Soap Gute Zeiten, schlechte Zeiten hatte sie eine Nebenrolle.
Im Jahr 2021 war sie in der Reality TV Dating Show Adam sucht Eva im Fernsehen zu sehen und direkt im Anschluss spielte sie bei Afterglow - Alles nur Show! die weibliche Hauptrolle.

## Filmografie (Auswahl)
- 2006: Die Zeit, die man Leben nennt  (ZDF)  Regie: Sharon von Wietersheim
- 2007: Testing Life (US Kino)
- 2010: Eine wie keine (Telenovela)
- 2010: Anna und die Liebe (Telenovela)
- 2010: eMANNzipation[2] (Kino)
- 2010: Wer rettet Dina Foxx?[1] (ZDF, Das kleine Fernsehspiel)
- 2011: Festes Froh[3] (Kurzfilm)
- 2011: La chair de ma chair (FR Kino)
- 2011: Ruckzuck – Die Umzieher (Serienpilot)
- 2015: Gute Zeiten, schlechte Zeiten
- 2020: Die Rosenheim-Cops (Fernsehserie, Folge Ein echtes Traumpaar)
- 2020: Die Chefin (Fernsehserie, Folge Schuld)
- 2021: Afterglow - Alles nur Show! (Serie, Folge 1–10)